# Edith González
Edith González Fuentes (Ciudad de México, 10 de diciembre de 1964-Huixquilucan, Estado de México, 13 de junio de 2019) fue una actriz mexicana. Es recordada por haber trabajado en múltiples telenovelas producidas por las empresas Televisa, TV Azteca y Telemundo. Sus intervenciones en películas de terror la convirtieron en una de las pocas reinas del grito en México, destacando por títulos como Trampa infernal (1989), Atrapados (1990), El descuartizador (1991), y Los cómplices del infierno (1995).
Nació y se crio en Ciudad de México. En 1970, hizo su debut como actriz infantil en la telenovela Cosa juzgada. En 1977, debutó en el cine con las películas, Alucarda, la hija de las tinieblas y El rey de los gorilas. Para 1980, ascendió profesionalmente con producciones como Soledad (1980), Bianca Vidal (1982), y Monte Calvario (1986). En 1993, protagonizó la telenovela Corazón salvaje, para la cual también grabó una canción, Mírame a los ojos. En 1997, fue la primera actriz en tener el papel principal de la obra, Aventurera.
En la década de 2000, participó en proyectos como Salomé (2001), Mujer de madera (2004), Mundo de fieras (2006), y Palabra de mujer (2007). En 2009, participó participó en la telenovela Camaleones, con la que marcó su trabajo final para la empresa Televisa. En 2010, emigró a la televisora TV Azteca, donde protagonizó la telenovela Cielo Rojo. Dos años después, en 2013, estelarizo el melodrama, Vivir a destiempo, y el mismo año coprodujo y actuó en la película Deseo, por la que fue nominada a un premio Diosa de plata en la categoría de mejor actriz. 
González fue diagnosticada con cáncer de ovario en 2016. A pesar de esto, continuó trabajando en telenovelas como Eva la Trailera (2016) y 3 familias (2017). Tras nueve años de no aparecer en Televisa, en 2019 hizo un regreso como invitada del programa Hoy, y el mismo año fue jueza en el programa de moda de TV Azteca, Este es mi Estilo. El 13 de junio de 2019, falleció a causa de su enfermedad, a los 54 años de edad.

## Biografía y carrera

### 1964-1971: primeros años
Edith González Fuentes nació el 10 de diciembre de 1964 en Ciudad de México, siendo hija del empleado bancario Efraín González y García de León, y de la ama de casa Ofelia Fuentes, así como hermana menor de Víctor Manuel. Cursó el kínder en Monterrey en la escuela «Alfonso Reyes», y la primaria en una escuela llamada «William Shakespeare», donde solía participar en obras de teatro. Desde pequeña se preparó en las artes, practicando danza en la institución francesa Du Marais, y tomando clases de jazz en Gran Bretaña.

### 1971-1982: comienzos como actriz infantil
En 1971, animada por una amiga de su madre que le hizo notar las cualidades que González tenía para ser actriz, su mamá la llevó como espectadora a un programa de Siempre en domingo, donde fue seleccionada para actuar en un sketch junto a Rafael Baledón y Martha Roth. Ahí conoció a varios famosos y le dieron clases de actuación. Tiempo después, inició una carrera como actriz infantil de Televisa. Su primer crédito actoral fue en la telenovela Cosa juzgada de 1970. Entre sus primeros papeles en telenovelas se incluyeron; Lucía Sombra (1971), La maldición de la blonda (1971), El amor tiene cara de mujer (1971), El edificio de enfrente (1972), Mi primer amor (1973), Los miserables (1973), por la cual fue galardonada en 1974 con un premio Heraldo en la categoría de «artista de revelación», y Lo imperdonable (1975).
Hizo su debut cinematográfico en 1977, trabajando con papeles secundarios en las películas; Alucarda, la hija de las tinieblas y El rey de los gorilas. Seguido de esto, intervino en cintas como Ciclón (1978), Guyana, el crimen del siglo (1979), Fabricantes de pánico (1980), y Cosa fácil (1982).
González continuó trabajando con diferentes papeles en telenovelas producidas por Televisa. A la edad de 15 años, tuvo su primer papel importante en televisión participando en la telenovela Los ricos también lloran de 1979, compartiendo créditos con Verónica Castro y Rogelio Guerra, y en la cual también conoció y actuó junto a Christian Bach, con quien tuvo una larga amistad hasta su fallecimiento. A la par, asistió a la escuela secundaria en el colegio «Simón Bolívar».
Como adolescente, sus trabajos en telenovelas incluyeron Ambición (1980), Soledad (1980), en la cual compartió créditos con Libertad Lamarque y El hogar que yo robé (1981), en la cual compartió créditos con Angélica María. A nivel académico, terminó sus estudios en la universidad francesa, Sorbona, donde aprendió inglés y curso una licenciatura en historia del arte. Posteriormente, ocupó el tiempo sobrante de 1981 para poder mejorar sus habilidades actorales estudiando actuación en Nueva York, Londres y París. En ese lapso, tomó clases en la academia teatral del director Lee Strasberg, en la Neighborhood Playhouse, y en el Actors Institute. En adición, tomó cursos de mímica, interpretación y ballet.

### 1982-1989: transición a papeles maduros y éxito parcial
En 1982 González tuvo su primer papel protagónico en la telenovela Bianca Vidal, la cual también fue la primera exportada a China. Ese mismo año, también apareció en la telenovela Chispita. El siguiente año en 1983, participó en la telenovela La fiera. En 1984, apareció en la película Adiós, Lagunilla, adiós y tuvo otro papel protagónico en la telenovela Sí, mi amor. En 1986, apareció en la serie de antologías La hora marcada además de aparecer en las telenovelas Monte Calvario, en la cual tuvo el protagónico, y Lista negra.
En 1987, hizo una aparición como sí misma en el programa Papá soltero y tuvo su primer papel como villana en la telenovela Rosa salvaje, participando en ese proyecto hasta el episodio 48 y al momento varias versiones de su salida fueron dadas. Se decía que había sido despedida, pero en palabras de la propia González, ella renunció debido a supuestos maltratos recibidos por la producción. En una entrevista, González defendió su versión de los hechos, explicando que en ese momento de su carrera no podía permitirse un papel antagónico después de haber protagonizado otras ficciones. En su opinión, no iba a aguantar ninguna «humillación». La actriz también señaló que durante el rodaje vivió «experiencias no gratas» y denunció que no fue tratada como era debido, por lo que decidió renunciar al proyecto. Su personaje fue reemplazado por Felicia Mercado.
En 1988, participó en las películas Pero sigo siendo el rey y Central camionera mientras que también regreso a las telenovelas en Flor y canela, en la cual compartió créditos junto a Ernesto Laguardia y en sus propias palabras fue uno de sus «grandes fracasos». Un año después, se lanzó la película de terror Trampa infernal (1989), en la que compartió créditos con Pedro Fernández.

### 1990-2009:Corazón salvajey estrellato en Televisa
En 1990, González participó en las películas El motel de la muerte, Sentencia de muerte y Atrapados. Este mismo año, tuvo el papel protagónico en la telenovela En carne propia. Su filmografía continuó en 1991 con las películas El muerto, El jugador y El descuartizador. En 1993, protagonizó en la telenovela Corazón salvaje junto a Eduardo Palomo, quien falleció en 2003 debido a un ataque al corazón. Para esta telenovela grabó una canción titulada Mirame a los ojos, del álbum Solo Recuerdos, producido para la telenovela. La telenovela fue un gran éxito mundial para su carrera. Este mismo año, apareció en el episodio La heredera del programa Televiteatros. Apareció en la película Los cómplices del infierno (1995), en la cual compartió créditos con Maribel Guardia y Alfredo Adame. En 1995 y 1996 con varios papeles, González hizo apariciones para el programa tipo telenovela antológica Mujer, casos de la vida real, conducido por la actriz Silvia Pinal. En 1996, tuvo el papel principal en la telenovela La sombra del otro. También apareció en la película Salón México (1996). En 1997, tuvo otro papel protagónico en la telenovela La jaula de oro, compartiendo créditos con Saúl Lisazo y René Casados.
En 1997, participó en la obra Aventurera, producida por la actriz Carmen Salinas, una puesta en escena basada en la película homónima de 1950. En la obra, tuvo el papel principal interpretando a Elena Tejero, y se mantuvo interviniendo en ella durante un aproximado de tres años. En 1999, consiguió el papel principal en la telenovela Nunca te olvidaré, y también tuvo un papel en la serie Cuento de Navidad.
Regresando a las películas en 2000, fue parte del cortometraje Rogelio. En 2001, tuvo el papel principal en la telenovela Salomé, compartiendo créditos con María Rubio, Guy Ecker y Niurka Marcos. En 2002, apareció en el programa cómico, XHDRBZ. En 2003, hizo una aparición especial en el programa La hora pico. En 2004, protagonizó en la telenovela Mujer de madera, del productor Emilio Larrosa, pero tuvo que dejar de trabajar ese mismo año debido a su embarazo. Fue reemplazada por Ana Patricia Rojo en la producción. Su siguiente papel en el cine fue en la película Señorita Justice (2004), en la cual compartió créditos con Eva Longoria. En 2005, fue juez en el programa Bailando por un sueño, y lanzó su propia fragancia.
En 2006, tuvo un papel antagónico en la telenovela Mundo de fieras, del productor Salvador Mejía, donde compartió créditos con César Évora, Helena Rojo y Gaby Espino. Este mismo año, tuvo otra aparición especial en el programa La hora pico. En 2007, tuvo un papel como invitada en el programa de humor negro La familia P. Luche, en el cual compartió créditos con Eugenio Derbez y Consuelo Duval. Este mismo año, tuvo otro papel principal en la telenovela Palabra de mujer, viajó a Rumania para un papel actoral en la telenovela Inimă de țigan y sacó otra fragancia titulada Edith, aunque la fecha es dudosa ya que también hubo publicaciones del perfume en 2013. En 2008, viajó a Colombia para interpretar el papel de Bárbara Guaimarán en Doña Bárbara, basada en la novela Venezolana del mismo nombre escrita por Rómulo Gallegos, actuando junto a Christian Meier y producida por Telemundo. Por su trabajo en la telenovela, ganó un premio People en Español a mejor actriz. Este mismo año, también hizo una aparición en un cortometraje de Plaza Sésamo titulado Plaza Sésamo: Los monstruos feos más bellos. En 2009, apareció con un papel en la segunda temporada de la serie de suspenso psicológico Mujeres asesinas y en el cual se unió a la cantante Gloria Trevi para interpretar algunas canciones junto a ella durante la presentación del programa, entre las cuales se encontraron Que emane y Todos me miran Por su actuación en la serie, ganó otro premio People en Español a mejor actuación en serie de televisión. Este mismo, año tuvo un papel coprotagonista en la telenovela Camaleones, con esta además marcando su última telenovela para la televisora.

### 2010-2019: TV Azteca y proyectos finales
En 2010, emigró a TV Azteca, la segunda empresa mexicana principal en multimedios. Hizo su primera aparición para la televisora durante un programa de la La Academia Bicentenario. El 12 de diciembre, presentó el programa Mañanitas a la Virgen, una emisión realizada desde la Basílica de Santa María de Guadalupe en honor al día de celebración de la virgen de Guadalupe. El mismo año, también trabajo en teatro con la obra, Buenas noches mamá.
En 2011, obtuvo su primer protagónico para TV Azteca en la telenovela Cielo rojo, compartiendo créditos con Regina Torné y Mauricio Islas. En 2011, presentó nuevamente el programa Mañanitas a la Virgen, y en 2012, condujo la emisión Tiempo de Héroes, y realizó la obra Purgatorio. En 2013, tuvo otro papel principal en la telenovela Vivir a destiempo, en la que compartió créditos con Humberto Zurita y Ramiro Fumazoni. Este año, también coprodujo y actuó en la película Deseo junto a su amiga Christian Bach. Por su participación en la película, fue nominada a un premio Diosas de Plata a mejor actriz. En 2014, tuvo el papel principal en la telenovela Las Bravo, en la cual compartió créditos en una nueva ocasión con el actor Mauricio Islas.

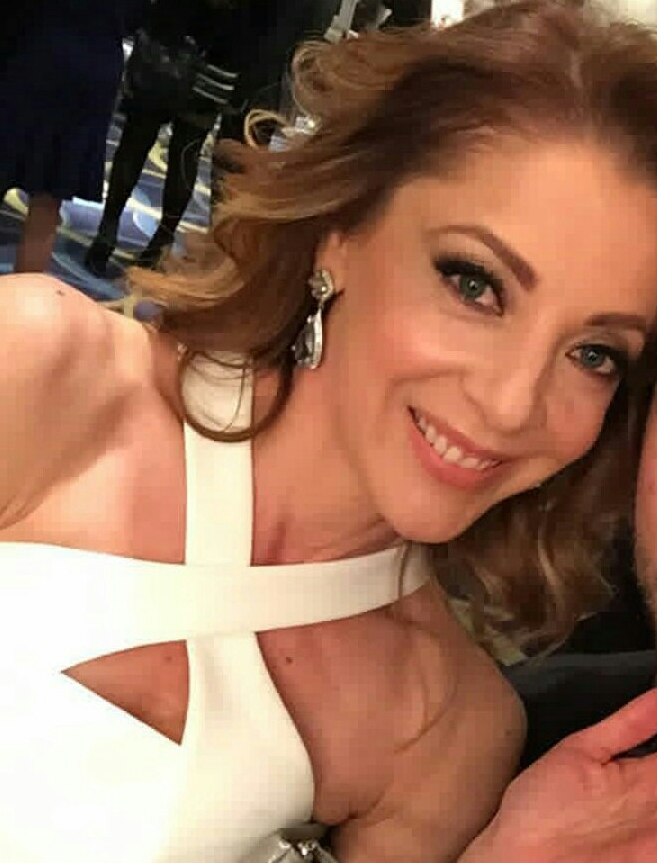
Fotografiada en 2016.

En 2016, regreso con el papel principal en la telenovela de Telemundo, Eva la trailera. En 2017, regreso con un papel recurrente en la telenovela 3 familias, y apareció otra vez en el programa anual Mañanitas a la Virgen. En 2018, participó en la obra Entre mujeres.
El 15 de enero de 2019, después de nueve años, González hizo su primera aparición para la empresa Televisa en el programa Hoy. Ese mismo año, fue jueza en el programa de moda de TV Azteca Este es mi estilo, con este marcando su último trabajo y apariciones antes de fallecer.

### 2020:Un sentimiento honesto en el calabozo del olvido
Antes de fallecer, en 2017, grabó y colaboró en la que fue su última película, Un sentimiento honesto en el calabozo del olvido. Dicho proyecto se lanzó póstumamente en 2020, teniendo poca publicidad y promoción.

## Otros medios
González apareció en algunos videos musicales, incluidos: Te daría mi vida (1995) de Paulina Rubio, Malo (2003) de la banda Pulpo, y Marta (2011) de Ricardo Arjona.
Entre 2007 y 2008, se desempeñó como columnista para el periódico El Universal, antes de dejar dicha labor para poder protagonizar la telenovela Doña Bárbara.
La banda sinaloense Banda El Recodo se inspiró en ella para escribir la canción, La Reina del Baile.

## Vida personal
El 17 de agosto de 2004, dio a luz a su única hija, Constanza Creel González. Inicialmente no reveló el nombre del padre y optó por ser madre soltera. En 2008, el político mexicano Santiago Creel, reconoció a Constanza como su hija.
En 2010, contrajo matrimonio con Lorenzo Lazo Margáin, con quien permaneció casada hasta su fallecimiento. Durante una entrevista en agosto de 2012, reveló que había perdido a una bebé. Mantuvo una larga amistad con la actriz argentinomexicana, Christian Bach, quien murió el 26 de febrero de 2019. Era aficionada a las Chivas, un equipo de fútbol mexicano, el cual la rememoró luego de su fallecimiento con una publicación en su cuenta oficial de Instagram.

## Enfermedad y muerte

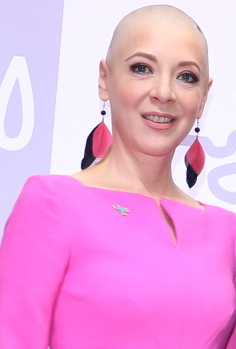
Fotografiada en 2017. Como consecuencia del cáncer que padecía, se vio afectada con la pérdida de su cabello.

En 2016, se le detectó cáncer de ovario, por lo que comenzó a recibir tratamiento para contrarrestarlo. Se sometió a una cirugía en la que le extirparon los ovarios, el útero y los ganglios linfáticos, y en sus propias palabras, el cáncer había sido superado. En abril de 2019, se rumoraba que había sufrido una recaída; pero la actriz lo desmintió.
A finales de mayo e inicios de junio de 2019, pasó unas semanas internada en el hospital Interlomas Ángeles ubicado en el Estado de México, esto debido a su cáncer. El 13 de junio, González falleció en ese nosocomio a los 54 años de edad, luego de ser desconectada del soporte vital que la mantenía con vida tras haber sido declarada con muerte cerebral a consecuencia de su enfermedad. El mismo día, fue velada en el Panteón Francés de San Joaquín. Al día siguiente, su ataúd fue llevado al teatro Jorge Negrete, donde se le hizo un homenaje de cuerpo presente. Posteriormente, sus restos fueron trasladados al panteón Parque Memorial Gayosso, localizado en Naucalpan de Juárez, Estado de México, donde fue enterrada junto a su padre.

## Filmografía

### Cine
| Año  | Título                                           | Papel                              | Notas                                       |
| ---- | ------------------------------------------------ | ---------------------------------- | ------------------------------------------- |
| 1977 | Alucarda, la hija de las tinieblas               | Niña del pueblo rezando en iglesia | No acreditada                               |
| 1977 | El rey de los gorilas                            | Betty                              |                                             |
| 1978 | Ciclón                                           | Tirsa                              |                                             |
| 1979 | Guyana, el crimen del siglo                      | Miembro de la comuna               |                                             |
| 1980 | Fabricantes de pánico                            | Jéssica                            | También conocida como Traficantes de pánico |
| 1982 | Cosa fácil                                       | Amiga de Elena                     | No acreditada                               |
| 1984 | Adiós Lagunilla, adiós                           | Mariela                            |                                             |
| 1984 | Siempre en Domingo                               | Madre Sor María del Refugio        |                                             |
| 1988 | Pero sigo siendo el rey                          | Laura                              |                                             |
| 1988 | Central camionera                                | Personaje desconocido              |                                             |
| 1989 | Trampa infernal                                  | Alejandra                          |                                             |
| 1990 | Sentencia de muerte                              | Personaje desconocido              |                                             |
| 1990 | Atrapados                                        | Flor                               |                                             |
| 1991 | El muerto                                        | Personaje desconocido              |                                             |
| 1991 | El jugador                                       | Romy                               |                                             |
| 1991 | El descuartizador                                | Dra. Verónica Arizméndi            |                                             |
| 1995 | Los cómplices del infierno                       | Sandra                             |                                             |
| 1996 | Salón México                                     | La Jaibita                         |                                             |
| 2000 | Rogelio                                          | La muerta de la fila J             | Cameo, cortometraje                         |
| 2004 | Señorita Justice                                 | Detective Christine García         |                                             |
| 2008 | Plaza Sésamo: Los monstruos feos más bellos      | Ella misma                         |                                             |
| 2013 | Deseo                                            | La actriz                          | Productora asociada                         |
| 2020 | Un sentimiento honesto en el calabozo del olvido | Isabelle Batun                     | Lanzamiento póstumo; grabada en 2017        |

### Televisión
| Año           | Título                                                 | Papel                                                   | Notas                                        |
| ------------- | ------------------------------------------------------ | ------------------------------------------------------- | -------------------------------------------- |
| 1970          | Cosa juzgada                                           | Personaje desconocido                                   |                                              |
| 1971          | Lucía Sombra                                           | Erika de niña                                           |                                              |
| 1971          | La maldición de la blonda                              | Personaje desconocido                                   |                                              |
| 1971          | El amor tiene cara de mujer                            | Personaje desconocido                                   |                                              |
| 1972          | El edificio de enfrente                                | Martha                                                  |                                              |
| 1973          | Mi primer amor                                         | Lucía                                                   |                                              |
| 1973          | Los miserables                                         | Cosette de niña                                         |                                              |
| 1974          | Canción de Navidad                                     | Fanny, hermana de Scrooge                               | Telefilme                                    |
| 1975–76       | Lo imperdonable                                        | Gloria de niña                                          |                                              |
| 1979–80       | Los ricos también lloran                               | Marisabel                                               |                                              |
| 1980          | Ambición                                               | Charito                                                 |                                              |
| 1980–81       | Soledad                                                | Luisita Sánchez Fuentes                                 |                                              |
| 1981          | El hogar que yo robé                                   | Paulina                                                 |                                              |
| 1982          | Chispita                                               | Personaje desconocido                                   |                                              |
| 1982–83       | Bianca Vidal                                           | Bianca Vidal                                            |                                              |
| 1983–84       | La fiera                                               | Julie                                                   |                                              |
| 1984–85       | Sí, mi amor                                            | Susana                                                  |                                              |
| 1986          | Monte Calvario                                         | Ana Rosa                                                |                                              |
| 1986          | La hora marcada                                        | Papel desconocido                                       |                                              |
| 1986–87       | Lista negra                                            | Mary                                                    |                                              |
| 1987          | Rosa salvaje                                           | Leonela Villarreal                                      |                                              |
| 1987          | Papá soltero                                           | Personaje desconocido                                   | Actriz invitada                              |
| 1988–89       | Flor y canela                                          | Florentina                                              |                                              |
| 1990          | El motel de la muerte                                  | Personaje desconocido                                   | Telefilme                                    |
| 1990–91       | En carne propia                                        | Estefanía Muriel/Natalia de Jesús Ortega                |                                              |
| 1993          | Videoteatros: Véngan corriendo que les tengo un muerto | Personaje desconocido                                   | Episodio: «La heredera»                      |
| 1993          | Televiteatros                                          | Leonela Villarreal                                      |                                              |
| 1993–94       | Corazón salvaje                                        | Mónica de Altamira                                      |                                              |
| 1995–96       | Mujer, casos de la vida real                           | Varios personajes                                       |                                              |
| 1996          | La sombra del otro                                     | Lorna Madrigal                                          |                                              |
| 1997          | La jaula de oro                                        | Oriana/Carolina                                         |                                              |
| 1998          | Las noches de aventurera                               | Elena Tejero / ella misma                               | Telefilme                                    |
| 1999          | Nunca te olvidaré                                      | Esperanza Gamboa Martel / Isabel Clara Martel           |                                              |
| 1999          | El show de Cristina                                    | Ella misma                                              | Invitada                                     |
| 1999          | Cuento de Navidad                                      | Josefina Coder                                          |                                              |
| 2001–02       | Salomé                                                 | Fernanda «Salomé» Quiñónez Lavalle                      |                                              |
| 2002          | XHDRBZ                                                 | Chulieta                                                |                                              |
| 2003, 2006    | La hora pico                                           | Edith / niña Salomé / clienta enojada / Edith Adventure |                                              |
| 2004–05       | Mujer de madera                                        | Marisa Santibáñez Villalpando                           |                                              |
| 2005          | Bailando por un sueño                                  | Ella misma                                              | Panelista crítica                            |
| 2006–07       | Mundo de fieras                                        | Joselyn Rivas del Castillo Arizmendi de Cervantes-Bravo |                                              |
| 2007          | Inimă de țigan                                         | Periodista mexicana                                     | Telenovela rumana                            |
| 2007          | La familia P. Luche                                    | María Josefina                                          |                                              |
| 2007–08       | Palabra de mujer                                       | Vanessa Noriega                                         |                                              |
| 2008–09       | Doña Bárbara                                           | Doña Bárbara Guaimarán                                  |                                              |
| 2009          | Mujeres asesinas                                       | Clara Soler                                             | Temporada 2, episodio 1: «Clara, fantasiosa» |
| 2009–2010     | Camaleones                                             | Francisca Campos                                        |                                              |
| 2010          | La Academia Bicentenario                               | Ella misma                                              | Invitada                                     |
| 2010–11, 2017 | Mañanitas a la Virgen                                  | Ella misma                                              | Presentadora                                 |
| 2011          | Poquita ropa, la película                              | Personaje desconocido                                   | Telefilme                                    |
| 2011          | A corazón abierto                                      | Andrea Carranti                                         |                                              |
| 2011–12       | Cielo rojo                                             | Alma Durán de Molina                                    |                                              |
| 2012          | Tiempo de Héroes                                       | Ella misma                                              | Presentadora                                 |
| 2013          | Vivir a destiempo                                      | Paula Duarte de Bermúdez                                |                                              |
| 2014–15       | Las Bravo                                              | Valentina Díaz de Bravo                                 |                                              |
| 2016          | Eva la Trailera                                        | Eva Soler                                               |                                              |
| 2017, 2018    | 3 familias                                             | Katy                                                    |                                              |
| 2018          | Don Francisco te invita                                | Ella misma                                              | Invitada                                     |
| 2019          | Hoy                                                    | Ella misma                                              | Invitada                                     |
| 2019          | Este es mi estilo                                      | Ella misma                                              | Panelista crítica                            |

### Teatro
| Año        | Título     | Papel        |
| ---------- | ---------- | ------------ |
| 1997-c. 99 | Aventurera | Elena Tejero |

### Videos musicales
| Año  | Título           | Artista        | Papel                           |
| ---- | ---------------- | -------------- | ------------------------------- |
| 1995 | Te daría mi vida | Paulina Rubio  | Mujer de pelo corto             |
| 2003 | Malo             | Pulpo          | Bailarina en traje de colegiala |
| 2011 | Marta            | Ricardo Arjona | Marta                           |

## Premios y nominaciones

### Premios Diosas de Plata
| Año  | Categoría    | Trabajo nominado | Resultado |
| ---- | ------------ | ---------------- | --------- |
| 2014 | Mejor actriz | Deseo            | Nominada  |

### Premios Heraldo de México
| Año  | Categoría             | Trabajo nominado | Resultado |
| ---- | --------------------- | ---------------- | --------- |
| 1974 | Artista de revelación | Los miserables   | Ganadora  |

### Premios People en Español
| Año  | Categoría                          | Trabajo nominado   | Resultado |
| ---- | ---------------------------------- | ------------------ | --------- |
| 2009 | Mejor actriz                       | Doña Bárbara       | Ganadora  |
| 2009 | Mejor pareja (con Christian Meier) | Doña Bárbara       | Nominada  |
| 2010 | Mejor actuación en serie de TV     | Mujeres Asesinas 2 | Ganadora  |

### Premios TVyNovelas
| Año  | Categoría                                          | Trabajo nominado                                   | Resultado |
| ---- | -------------------------------------------------- | -------------------------------------------------- | --------- |
| 1987 | Mejor actriz protagónica                           | Monte calvario                                     | Nominada  |
| 1994 | Mejor actriz protagónica                           | Corazón salvaje                                    | Ganadora  |
| 2000 | Mejor actriz protagónica                           | Nunca te olvidare                                  | Nominada  |
| 2002 | Mejor actriz protagónica                           | Salomé                                             | Nominada  |
| 2005 | Mejor actriz protagónica                           | Mujer de madera                                    | Nominada  |
| 2007 | Mejor actriz antagónica                            | Mundo de fieras                                    | Ganadora  |
| 2007 | Premio especial a la estrella favorita del público | Premio especial a la estrella favorita del público | Ganadora  |